# Probolosternus africanus
Probolosternus africanus är en skalbaggsart som beskrevs av Lewis 1900. Probolosternus africanus ingår i släktet Probolosternus och familjen stumpbaggar. Inga underarter finns listade i Catalogue of Life.